# 1420 Radcliffe
1420 Radcliffe (1931 RJ) là một tiểu hành tinh vành đai chính được phát hiện ngày 14 tháng 9 năm 1931 bởi K. Reinmuth ở Heidelberg.